# Atiq Rahimi
Atiq Rahimi, nacido el 26 de febrero de 1962 en Kabul, es un novelista y director de cine de doble nacionalidad francesa y afgana. En 2008, recibió el premio Goncourt por su novela Syngué sabour. Pierre de patience.

## Biografía
Atiq Rahimi vivió la guerra de Afganistán entre 1979 y 1984, hasta que se refugió en Pakistán.
Después de haber pedido asilo político en Francia, concedido en 1984, obtuvo un doctorado en técnicas audiovisuales en la Sorbona.
En 1989, su hermano, comunista, que se había quedado en Afganistán, fue asesinado, pero Atiq no supo la noticia hasta un año después.
Su primer largometraje, Terres et cendres, coescrito con el cineasta iraní Kambuzia Partovi fue presentado en la sección Un certain regard, en el Festival de Cannes de 2004, donde obtuvo el premio Regard vers l’avenir.
Contrariamente a sus tres primera novelas, escritas en persa, una de las lenguas habladas en Afganistán, Syngué sabour. Pierre de patience está escrita completamente en francés (“me hacía falta otra lengua además de la mía para hablar de tabús”).
En 2011, adaptó esta novela al cine con la ayuda del escritor y realizador Jean-Claude Carrière. La película se estrenó el 20 de febrero de 2013.
Atiq define así sus creencias religiosas: “Soy budista porque soy consciente de mi debilidad; soy cristiano porque reconozco mi debilidad; soy judío porque me río de mi debilidad; soy musulmán porque condeno mi debilidad, soy ateo si Dios es todopoderoso.” (« Je suis bouddhiste parce que j'ai conscience de ma faiblesse, je suis chrétien parce que j'avoue ma faiblesse, je suis juif parce que je me moque de ma faiblesse, je suis musulman parce que je condamne ma faiblesse, je suis athée si Dieu est tout puissant. »)
Vive en París en el distrito 8 y está casado con Rahima Rahimi.

## Obras

### Literatura
- Terre et cendres (Khâkestar-o-khâk) trad. Sabrina Nouri, París, P.O.L., 2000
- Les Mille Maisons du rêve et de la terreur (trad. Sabrina Nouri), Paris, P.O.L., 2002.
- Le Retour imaginaire (trad. Sabrina Nouri), Paris, P.O.L., 2005.
- La piedra de la paciencia (Syngué sabour. Pierre de patience, Paris, P.O.L., 2008 (ISBN 2-84682-277-8, premio Goncourt). Trad. Elena García-Aranda, Siruela, 2010.

Maudit soit Dostoïevski, París, P.O.L., 2011.

### Películas
- Nous avons partagé le pain et le sel , documental en 2001
- Afghanistan, un état impossible?, documental, 2002
- Terre et cendres (Khâkestar-o-khâk), 2004, Premio Regard vers l’avenir en Cannes 2004 y Premio para el mejor realizador en el Festival international des jeunes réalisateurs de Saint-Jean-de-Luz
- Syngué sabour. Pierre de patience, 2012. En castellano, La piedra de la paciencia, 2012, premio a la mejor película en el Festival international des jeunes réalisateurs de Saint-Jean-de-Luz

### Diversos
Para France Culture produjo, en 2011, «La Grande Traversée consacrée à l’Afghanistan»

## Premios y nominaciones
Festival Internacional de Cine de Cannes
| Año  | Categoría                    | Película         | Resultado |
| ---- | ---------------------------- | ---------------- | --------- |
| 2004 | Prix du Regard vers l'Avenir | Khakestar-o-khak | Ganador   |